# Lavin (ort)
Lavin är en ort och tidigare kommun i den schweiziska kantonen Graubünden. Sedan 2015 ingår den i kommunen Zernez.
Det traditionella språket i Lavin är den rätoromanska dialekten vallader, men under 1900-talet har tyska språket vunnit insteg och är numera modersmål för en fjärdedel av invånarna. Skoleleverna undervisas dock på rätoromanska, vilket också var kommunens officiella administrationsspråk. Kyrkan är sedan 1529 reformert.